# レオン・ムバ
ガブリエル・レオン・ムバ（フランス語: Gabriel Léon M'ba, ンバ、1902年 - 1967年11月28日）は、ガボンの政治家で初代大統領。ファン族出身。ガボン民主党（PDG）の前身ガボン民主連合（BDG）の創設者。

## 生涯
フランス領赤道アフリカの一部であった時代の1957年5月21日、ガボン自治共和国内閣の初代首相に就任。1960年8月17日のガボン独立で初代大統領に就任した。ちなみに首相職は1961年2月21日まで兼任している。
ムバは政治家としては一貫して親仏の立場を取り続け、フランスからの自立を主張するジャン・イレール・オウバメと対立した。独立時にはオウバメのガボン民主社会同盟（UDSG）との連立政権を樹立したものの、独裁傾向を強めたムバは、1963年2月には連立を解消。1964年の議会選挙には強力な選挙介入を行い、反対派の妨害を行った。
1964年2月17日、オウバメ派のクーデターが発生してムバは失脚するが、フランス軍の介入により2日後には権力の座に復帰した。その後、1967年3月の大統領選で再選されたが、同年11月末に死去。大統領職はアルベール・ベルナール・ボンゴ副大統領（後のオマール・ボンゴ・オンディンバ）に引き継がれ、強固な独裁体制のもとで長期政権が継続された。